# Galeus cadenati
Galeus cadenati es una especie de peces de la familia Scyliorhinidae en el orden de los Carcharhiniformes.

## Hábitat
Es un pez de mar y de clima tropical que vive hasta los 439 m de profundidad.

## Distribución geográfica
Se encuentra en el  Atlántico occidental central: Panamá, Colombia y Venezuela.